# Diskografie Blue Effect
Toto je diskografie české rockové skupiny Blue Effect, která vystupovala také pod názvy The Blue Effect, Modrý efekt, M Efekt a M. Efekt.

## Studiová alba
| Rok  | Album                      | Label           | Název skupiny   |
| ---- | -------------------------- | --------------- | --------------- |
| 1970 | Meditace                   | Supraphon       | The Blue Effect |
| 1970 | Coniunctio                 | Supraphon       | Blue Effect     |
| 1971 | Kingdom of Life            | Supraphon-Artia | Blue Effect     |
| 1971 | Nová syntéza               | Panton          | Modrý efekt     |
| 1974 | Nová syntéza 2             | Panton          | M. efekt        |
| 1975 | Modrý efekt & Radim Hladík | Supraphon       | Modrý efekt     |
| 1977 | Svitanie                   | Opus            | M Efekt         |
| 1979 | Svět hledačů               | Panton          | M. Efekt        |
| 1981 | 33                         | Supraphon       | M. Efekt        |

## Koncertní alba
| Rok  | Album | Label     | Název skupiny |
| ---- | ----- | --------- | ------------- |
| 2008 | Live  | Supraphon | Blue Effect   |

## Kompilační alba
| Rok  | Album             | Label     | Název skupiny |
| ---- | ----------------- | --------- | ------------- |
| 2004 | Beatová síň slávy | Supraphon | Blue Effect   |

## Box sety
| Rok  | Album                            | Label     | Název skupiny |
| ---- | -------------------------------- | --------- | ------------- |
| 2009 | 1969–1989 Alba & singly & bonusy | Supraphon | Blue Effect   |

## Extended Play
| Rok  | EP              | Label  | Název skupiny   |
| ---- | --------------- | ------ | --------------- |
| 1969 | The Blue Effect | Panton | The Blue Effect |

## Singly
- 1969 – „Slunečný hrob“/„I've Got My Mojo Working“ (jako The Blue Effect)
- 1969 – „Fénix“/„Stroj na nic“ (jako The Blue Effect)
- 1973 – „El Dorado“/„Dívko z kamene“ (jako M. Efekt)
- 1980 – „Žena v okně“/„Známe se dál“ (jako M. Efekt)
- 1983 – „Něžná“/„Záhada jmelí“ (jako Modrý efekt)
- 1987 – „Doktor“/„Čajovna“ (jako M. Efekt)
- 1989 – „Kampa“/„Úhel pohledu“ (jako Blue Effect)

## Video alba
- 2008 – Live & Life 1966–2008 (koncert 2007 a různé nahrávky z let 1966–2007)
- 2011 – Acoustic/Time (koncert a dokument 2009)